# جزيرة سانتا كاتالينا
جزيرة سانتا كاتالينا (بالإنجليزية: Santa Catalina Island)‏ هي جزيرة صخرية تقع قبالة ساحل ولاية كاليفورنيا الأمريكية، وتقع تحديداً في خليج سانتا كاتالينا. غالبًا ما يتم اختصار اسم الجزيرة إلى جزيرة كاتالينا (بالإنجليزية: Catalina Island)‏ أو كاتالينا (بالإنجليزية: Catalina )‏ فقط. يبلغ طول الجزيرة 22 ميلاً (35 كم) وعرضها 8 ميلاً (13 كم) بأقصى عرض لها. تقع الجزيرة على بعد حوالي 29 ميل (47 كم) جنوب غرب لونغ بيتش ، كاليفورنيا. جبل أوريزابا هو أعلى نقطة في الجزيرة حيث يبلغ ارتفاعه 2097 قدم (639 م). سانتا كاتالينا هي جزء من أرخبيل جزر القناة في كاليفورنيا وتقع داخل مقاطعة لوس أنجلوس.
بلغ إجمالي عدد السكان حيث تعداد عام 2010 ما يقارب 4096 نسمة، 90 ٪ منهم يعيشون في مدينة مدمجة والتي تعرف باسم مدينة  أفالون. بينما تعتبر قرية تو هاربور ثاني أكبر تجمع للسكان في الجزيرة. بينما يعيش باقي السكان متفرقون في مناطق غير متحدة في أطراف  برزخ الجزيرة، بالإضافة إلى وجود العديد من المستوطنات الصغيرة مثل مستوطنة Rancho Escondido ومستوطنة Middle Ranch.

## المناخ
يظهر الجدول التالي التغييرات المناخية على مدار السنة لجزيرة سانتا كاتالينا:
| البيانات المناخية لـجزيرة سانتا كاتالينا | البيانات المناخية لـجزيرة سانتا كاتالينا | البيانات المناخية لـجزيرة سانتا كاتالينا | البيانات المناخية لـجزيرة سانتا كاتالينا | البيانات المناخية لـجزيرة سانتا كاتالينا | البيانات المناخية لـجزيرة سانتا كاتالينا | البيانات المناخية لـجزيرة سانتا كاتالينا | البيانات المناخية لـجزيرة سانتا كاتالينا | البيانات المناخية لـجزيرة سانتا كاتالينا | البيانات المناخية لـجزيرة سانتا كاتالينا | البيانات المناخية لـجزيرة سانتا كاتالينا | البيانات المناخية لـجزيرة سانتا كاتالينا | البيانات المناخية لـجزيرة سانتا كاتالينا | البيانات المناخية لـجزيرة سانتا كاتالينا |
| الشهر                                    | يناير                                    | فبراير                                   | مارس                                     | أبريل                                    | مايو                                     | يونيو                                    | يوليو                                    | أغسطس                                    | سبتمبر                                   | أكتوبر                                   | نوفمبر                                   | ديسمبر                                   | المعدل السنوي                            |
| ---------------------------------------- | ---------------------------------------- | ---------------------------------------- | ---------------------------------------- | ---------------------------------------- | ---------------------------------------- | ---------------------------------------- | ---------------------------------------- | ---------------------------------------- | ---------------------------------------- | ---------------------------------------- | ---------------------------------------- | ---------------------------------------- | ---------------------------------------- |
| الدرجة القصوى °ف (°م)                    | 85 (29)                                  | 87 (31)                                  | 90 (32)                                  | 92 (33)                                  | 96 (36)                                  | 101 (38)                                 | 100 (38)                                 | 103 (39)                                 | 104 (40)                                 | 98 (37)                                  | 89 (32)                                  | 81 (27)                                  | 104 (40)                                 |
| متوسط درجة الحرارة الكبرى °ف (°م)        | 60.4 (15.8)                              | 60.2 (15.7)                              | 61.2 (16.2)                              | 62.5 (16.9)                              | 65.6 (18.7)                              | 69.1 (20.6)                              | 75.4 (24.1)                              | 77.6 (25.3)                              | 75.4 (24.1)                              | 71.7 (22.1)                              | 64.8 (18.2)                              | 59.3 (15.2)                              | 67.0 (19.4)                              |
| المتوسط اليومي °ف (°م)                   | 55.0 (12.8)                              | 54.2 (12.3)                              | 54.9 (12.7)                              | 55.7 (13.2)                              | 58.9 (14.9)                              | 61.7 (16.5)                              | 67.4 (19.7)                              | 69.7 (20.9)                              | 68.5 (20.3)                              | 64.7 (18.2)                              | 58.9 (14.9)                              | 53.9 (12.2)                              | 60.3 (15.7)                              |
| متوسط درجة الحرارة الصغرى °ف (°م)        | 49.5 (9.7)                               | 48.2 (9.0)                               | 48.5 (9.2)                               | 48.9 (9.4)                               | 52.1 (11.2)                              | 54.3 (12.4)                              | 59.5 (15.3)                              | 61.7 (16.5)                              | 61.5 (16.4)                              | 57.7 (14.3)                              | 53.0 (11.7)                              | 48.6 (9.2)                               | 53.7 (12.1)                              |
| أدنى درجة حرارة °ف (°م)                  | 29 (−2)                                  | 32 (0)                                   | 36 (2)                                   | 39 (4)                                   | 43 (6)                                   | 45 (7)                                   | 49 (9)                                   | 50 (10)                                  | 48 (9)                                   | 41 (5)                                   | 37 (3)                                   | 34 (1)                                   | 29 (−2)                                  |
| الهطول إنش (مم)                          | 2.83 (72)                                | 3.06 (78)                                | 2.05 (52)                                | 0.71 (18)                                | 0.21 (5.3)                               | 0.22 (5.6)                               | 0.06 (1.5)                               | 0.05 (1.3)                               | 0.21 (5.3)                               | 0.64 (16)                                | 1.23 (31)                                | 2.46 (62)                                | 13.73 (348)                              |
| المصدر: NOAA                             |                                          |                                          |                                          |                                          |                                          |                                          |                                          |                                          |                                          |                                          |                                          |                                          |                                          |